# Madonna col Bambino tra i santi Francesco e Chiara
La Sacra Conversazione della Madonna col Bambino tra i santi Francesco e Chiara è un dipinto a olio su tavola (20,3x26,7 cm) di Cima da Conegliano, databile al 1492-1495 e conservato nella Metropolitan Museum of Art di New York.

## Descrizione
Questo dipinto raffigura al centro la Madonna col Bambino, a sinistra san Francesco d'Assisi, a destra santa Chiara d'Assisi.